# Eaux Claires
Als Eaux Claires wird ein Fluss im Südwesten Frankreichs bezeichnet, der in der Region Nouvelle-Aquitaine verläuft. Der Fluss entspringt bei Prévalerie an der Gemeindegrenze von Torsac und Dirac. Er mündet nach rund 14 Kilometern beim Ortsteil Chantoiseau, Gemeinde Saint-Michel, als linker Nebenfluss in die Charente. Das durchschnittliche Gefälle beträgt 5,91 m/km.

## Etymologie
Das Französische Substantiv Eaux ist der Plural von eau (Wasser). Das Adjektiv clair bedeutet klar, hell, licht, rein, lauter. Die eaux claires sind somit die reinen Wässer. 
Les Eaux Claires ist ein Ortsteil von Puymoyen.

## Durchquerte Départements
- Charente, in der Region Nouvelle-Aquitaine

## Orte am Fluss
- Torsac
- Dirac
- Puymoyen
- Vœuil-et-Giget
- Angoulême
- La Couronne
- Saint-Michel

## Hydrographie
Das Einzugsgebiet der Eaux Claires, auch als Ruisseau des Eaux Claires oder nur als Les Eaux Claires bezeichnet, beträgt 39 Quadratkilometer bei einer Gesamtlänge von 13,7 Kilometer und einem Höhenunterschied von 81 Meter. Der Fluss besitzt keine nennenswerten Nebenflüsse. Seitliche Trockentäler münden rechterhand bei La Boissière (Gemeinde Dirac) und linkerhand bei Chez Boissard, La Turbine (Gemeinde Torsac) und  Giget (Gemeinde Vœuil-et-Giget). Der Verlauf der Eaux Claires von Quelle bis zur Mündung erfolgt relativ geradlinig in nordwestlicher Richtung (N 325 bis N 327).
Am Flusslauf befinden sich drei Wassergütestationen – bei Puymerle (Gemeinde Torsac), bei La Couronne und bei Saint-Michel.

## Geologie

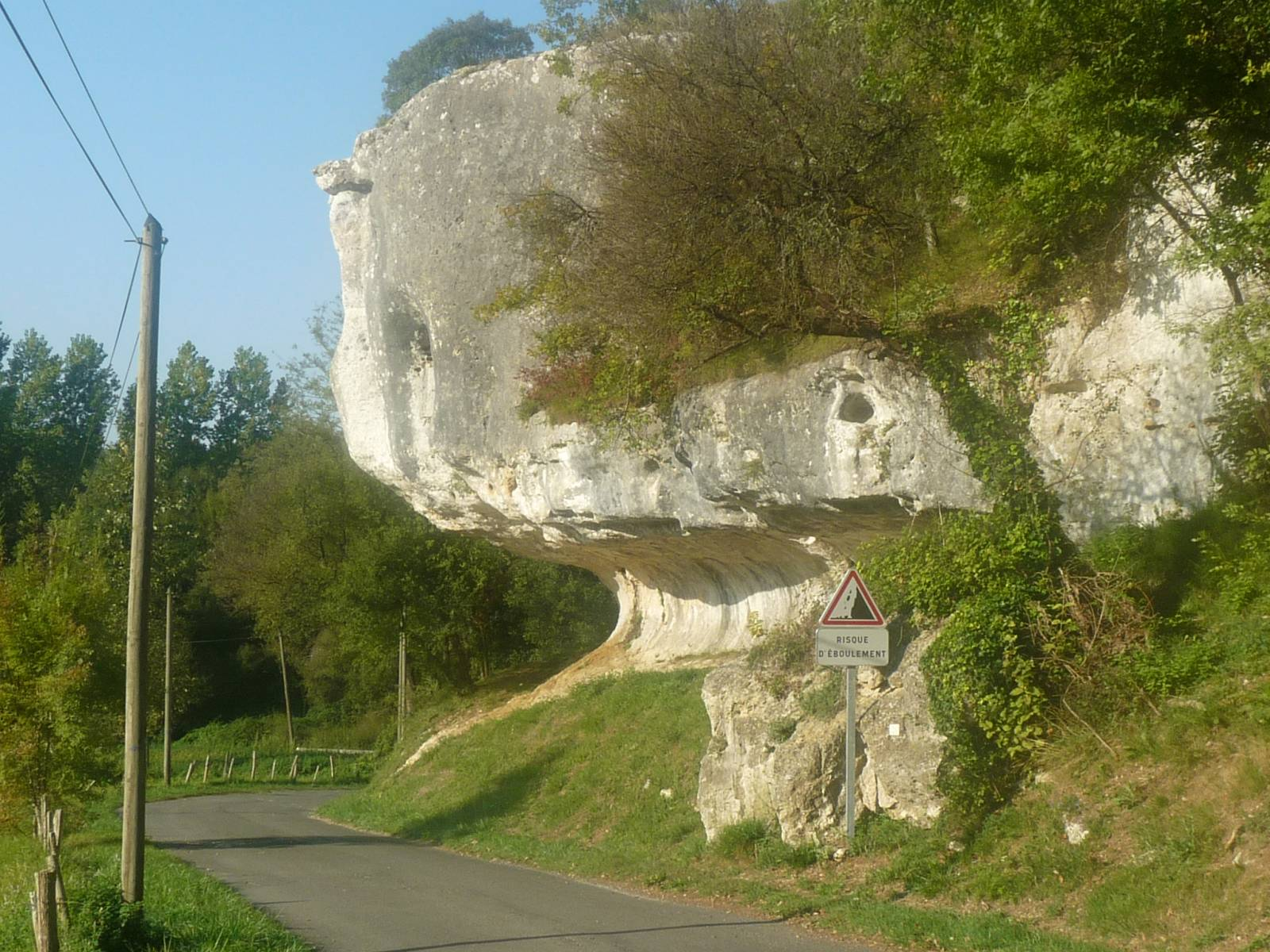
Steilwand des Oberturons unterhalb des Ortskerns von Puymoyen

Die Quelle der Eaux Claires liegt in flach liegenden, zum nördlichen Aquitanischen Becken gehörenden Schichten des Oberturons. Das Oberturon, örtlich auch als Angoumien bekannt, wird zwischen 40 und 54 Meter mächtig. Es besteht an seiner Basis aus einer 10 Meter mächtigen Kalkbarre, die als deutlich herausragende Schichtstufe ausgebildet ist. Darüber folgen 25 bis 30 Meter mächtige subkristalline Rudistenkalke. Den Abschluss bilden bis zu 6 Meter mächtige Sphärulitenmergel.
Kurz vor Puymoyen trifft der Fluss dann auf Unterturon. Das Unterturon oder Ligérien wird rund 30 Meter mächtig und ist deutlich weniger kompetent als das überlagernde Oberturon. Es baut sich aus tonigen Exogyrenkalken (5 bis 6 Meter), Cephalopodenkalken (3 bis 5 Meter) und leicht verwitternden, kreidigen Kalken (20 bis 25 Meter) auf. Bei La Couronne verlässt der Fluss das Unterturon und verläuft dann bis zur Mündung in Schichten des Cenomaniums. Das 40 Meter mächtige Cenoman besteht aus 10 Meter mächtigem Untercenoman (lignithaltige Tone, Sandsteine und Grünsande), 20 Meter an Mittelcenoman (Rudistenkalke) und 10 bis 12 Meter Obercenoman (Tone, Sande und Rudistenkalke). Das Cenoman transgrediert auf Oberjura, von dem ein winziges Vorkommen unmittelbar vor der Mündung ansteht.
Der Talboden wird von holozänem Alluvium verfüllt. Das Alluvium wird bis zu 16,5 Meter mächtig und enthält 3,8 Meter Torf an seiner Basis.
Der Einfluss der letzten Kaltzeiten auf die Hangbildung kann gut bei Petit-Montbron beobachtet werden. Dynamische Hangrutschungen offenbaren hier Kryoturbation, die einen Paläoboden verformt hat. Der Paläoboden liegt von Frost zerstückeltem Ligérien auf und wird seinerseits teilweise von Hangschutt des Angoumiens abgedeckt.

## Ökologie

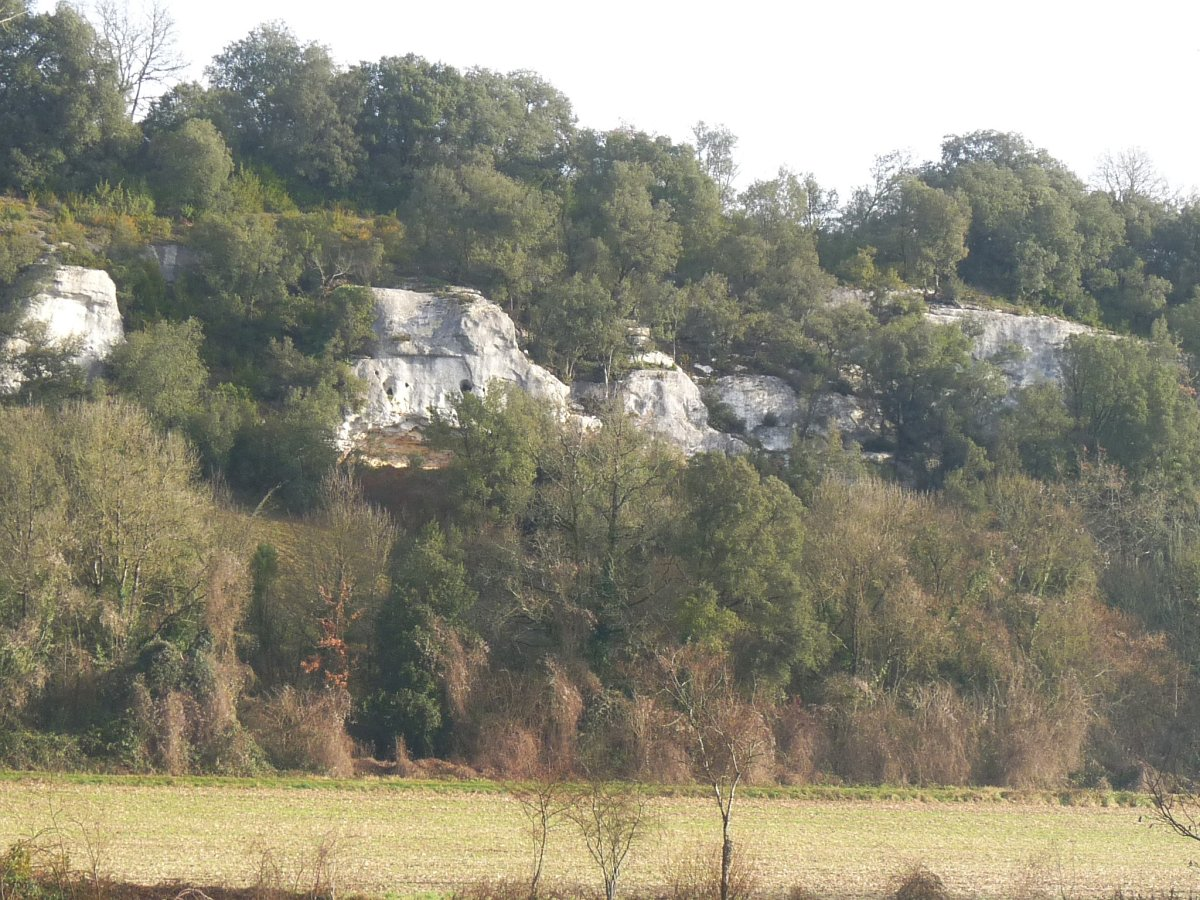
Die Steilwand des Angoumien überragt den Talgrund der Eaux Claires

Das Tal der Eaux Claires wird von Steineichen (Quercus ilex) bestanden und besitzt bereits eine prämediterrane Flora.

### Schutzmaßnahme
Wie auch die Nachbartäler von Anguienne und Charreau genießen die Eaux Claires einen Schutzstatus unter Natura 2000.

## Geschichte
An der Basis der Schichtstufe des Oberturons, die meist ausgekolkt ist, haben sich zahlreiche Abris gebildet, die schon seit dem Moustérien von Menschen aufgesucht wurden. So liegen im Gemeindegebiet von Puymoyen der Abri du Litre, der Abri Commont, der Abri du Verger, der Abri de la Papeterie aber auch die Puymoyen-Höhle und die Simard-Höhle. Die Castaigne-Höhle befindet sich in der Gemeinde Torsac. Alle diese Vorkommen zählen mit zu den reichhaltigsten vorgeschichtlichen Fundstätten im Département Charente – was ihre Artefakten, ihre Fauna und ihre menschlichen Überreste betrifft. So wurden allein in der Simard-Höhle 105 menschliche Überreste entdeckt. Die Funde stammen im Wesentlichen aus dem Moustérien des Quina-Typus und des Ferrassie-Typus (Moustérien der Charente). 
An der Fundstätte der Petit-Puymoyen-Höhle in Puymoyen kam das Schläfenbein eines Neanderthalers zum Vorschein.
Der Abri Combe à Rolland in La Couronne lieferte Artefakten des Aurignaciens und Solutréens. 
Freilandfundstätten sind Pont-Neuf in La Couronne mit Aurignacien und  Petite Courrière in Torsac mit Funden aus dem Gravettien.
Keramikreste und Scherben aus der Latènezeit III wurden in der Castaigne-Höhle entdeckt. Bei Puymerle fanden sich vier Sarkophage, vermutlich aus dem 6. Jahrhundert.
Im Tal der Eaux Claires entwickelte sich schon sehr früh die Papierherstellung, zuerst auf handwerklicher und dann auf industrieller Basis. In der Papiermühle Moulin du Verger wurde bereits im 16. Jahrhundert Papier erzeugt. Das Papierwerk Petit Chamoulard war zwischen 1670 und dem Beginn des 20. Jahrhunderts in Betrieb. Das Werk Petit Rochefort verarbeitete zwischen dem 19. Jahrhundert und 1985 Cellulosepaste und stellte für die Papierfabrik Laroche-Joubert in Nersac Karton her.
In der Mitte des 19. Jahrhunderts kam es im Flusstal zum Einsturz eines enormen Felsblocks, aus dessen Material die Schule und das Rathaus erbaut werden konnten.

## Klettern

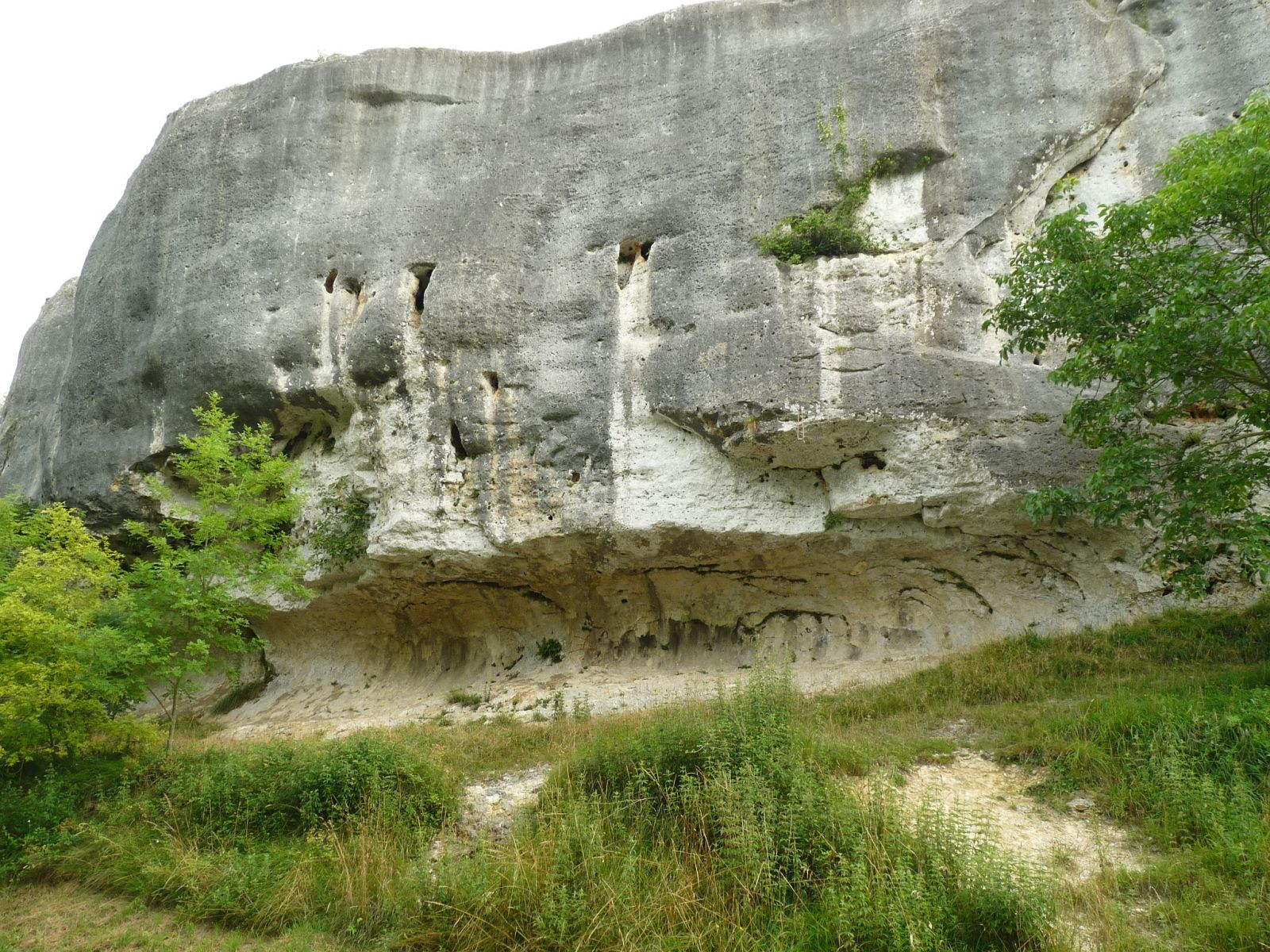
Kletterwand bei Moulin du Verger

Das untere Oberturon (Angoumien) bildet entlang der Talseiten markante Steilwände aus Rudistenkalk, die unter Kletterbegeisterten als Massif des Eaux-Claires oder einfach nur als Les Eaux-Claires bekannt sind. Allein im Gemeindegebiet von Puymoyen existieren an mehr als 30 Wänden über 500 Kletterrouten (mit französischem Schwierigkeitsgrad 3 bis 9a) sowie 200 Boulderrouten (Schwierigkeitsgrad 4 bis 8a).

## Fernwanderwege
Das Tal der Eaux Claires wird von mehreren Fernwanderwegen gequert:
- vom GR 4 von Royan nach Grasse
- vom GR 36 vom Ärmelkanal zu den Pyrénées-Orientales und
- vom GR de Pays Entre Angoumois et Périgord, der das Angoumois mit dem Périgord verbindet.

## Sehenswürdigkeiten am Fluss
- Moulin du Verger, eine Papiermühle des 16. Jahrhunderts.
- Moulin de Combe du Loup